# 南京云锦博物馆
南京云锦博物馆位于江苏省南京市建邺区茶亭东街240号，是中国唯一的云锦专业博物馆，展示云锦织造工艺、明清云锦精品实物以及中国古代丝织文物复制品等。

## 历史
博物馆前身为1984年轻工业部批准筹建的中国织锦陈列馆，2004年依托南京云锦研究所正式成立为南京云锦博物馆，2008年成为中国民族博物馆南京云锦分馆，2009年成为国家三级博物馆。2005年被评为“新金陵四十八景”之一。目前该馆与南京云锦研究所为一个机构两块牌子的管理体制，2015年被民营服装公司维格娜丝（现锦泓集团）全资收购。
南京云锦博物馆展厅面积4300多平方米，展品包括近千件云锦文物及相关实物。展馆一层是云锦销售及服饰表演大厅；二层北面为云锦大花楼木织机现场操作展示区，南面为古代丝绸文物复制精品和传世云锦匹料真品展示区；三层为中华织锦村，为中国少数民族织锦机具和实物展示区；四层为意匠设计、挑花结本等云锦传统技艺展演区。

## 展览陈列

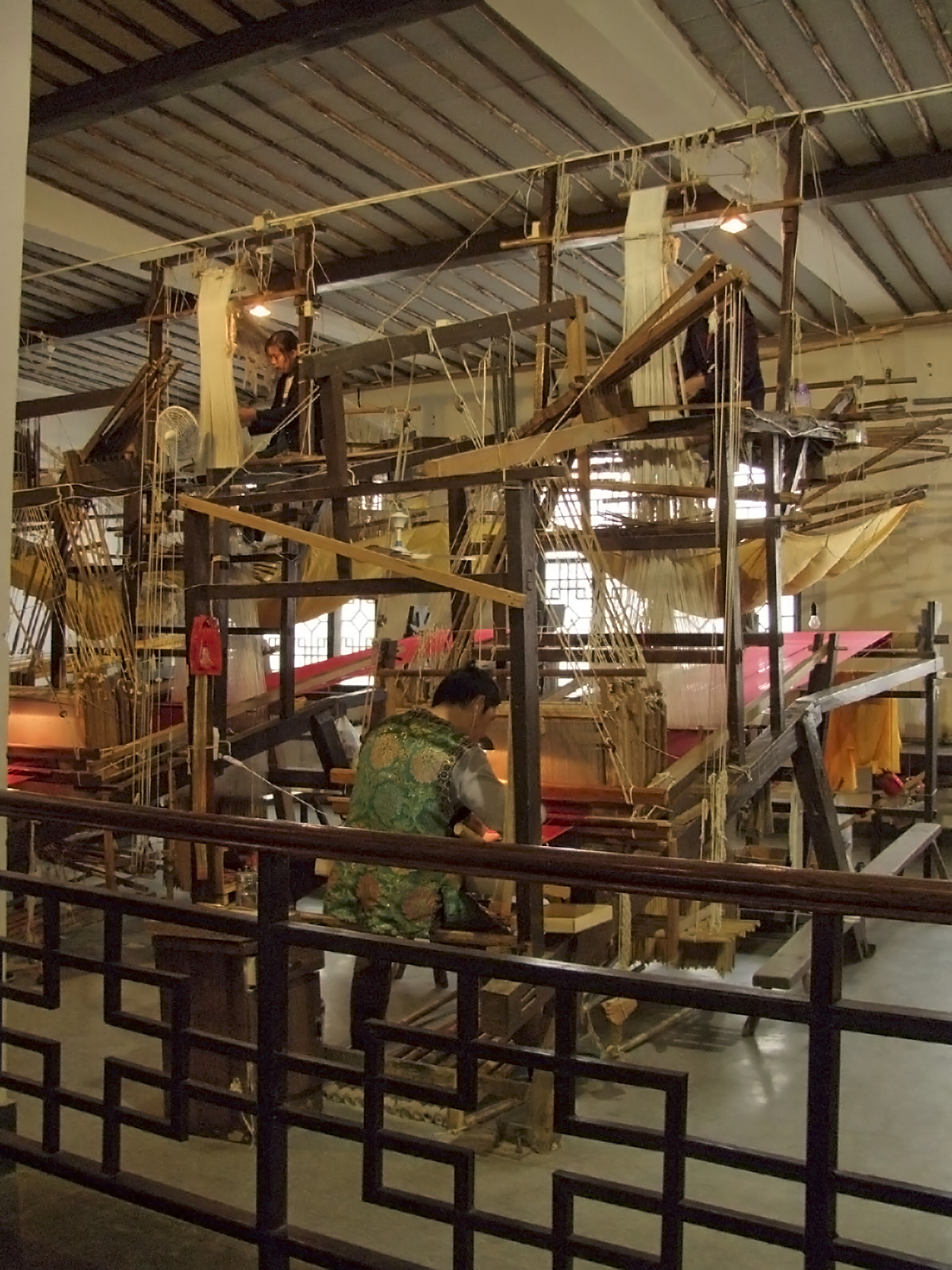
大花楼木织机现场操作
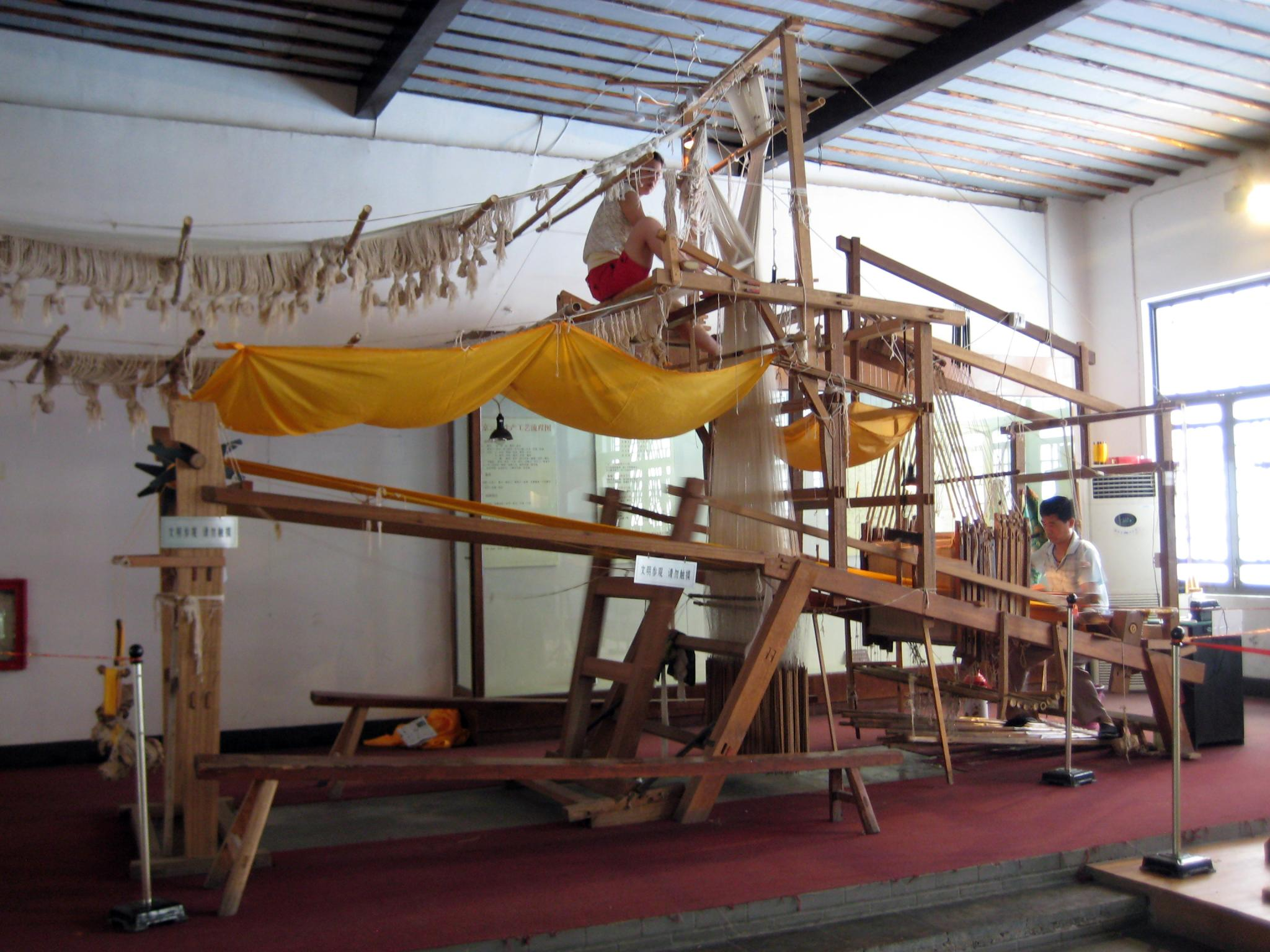
大花楼木织机现场操作
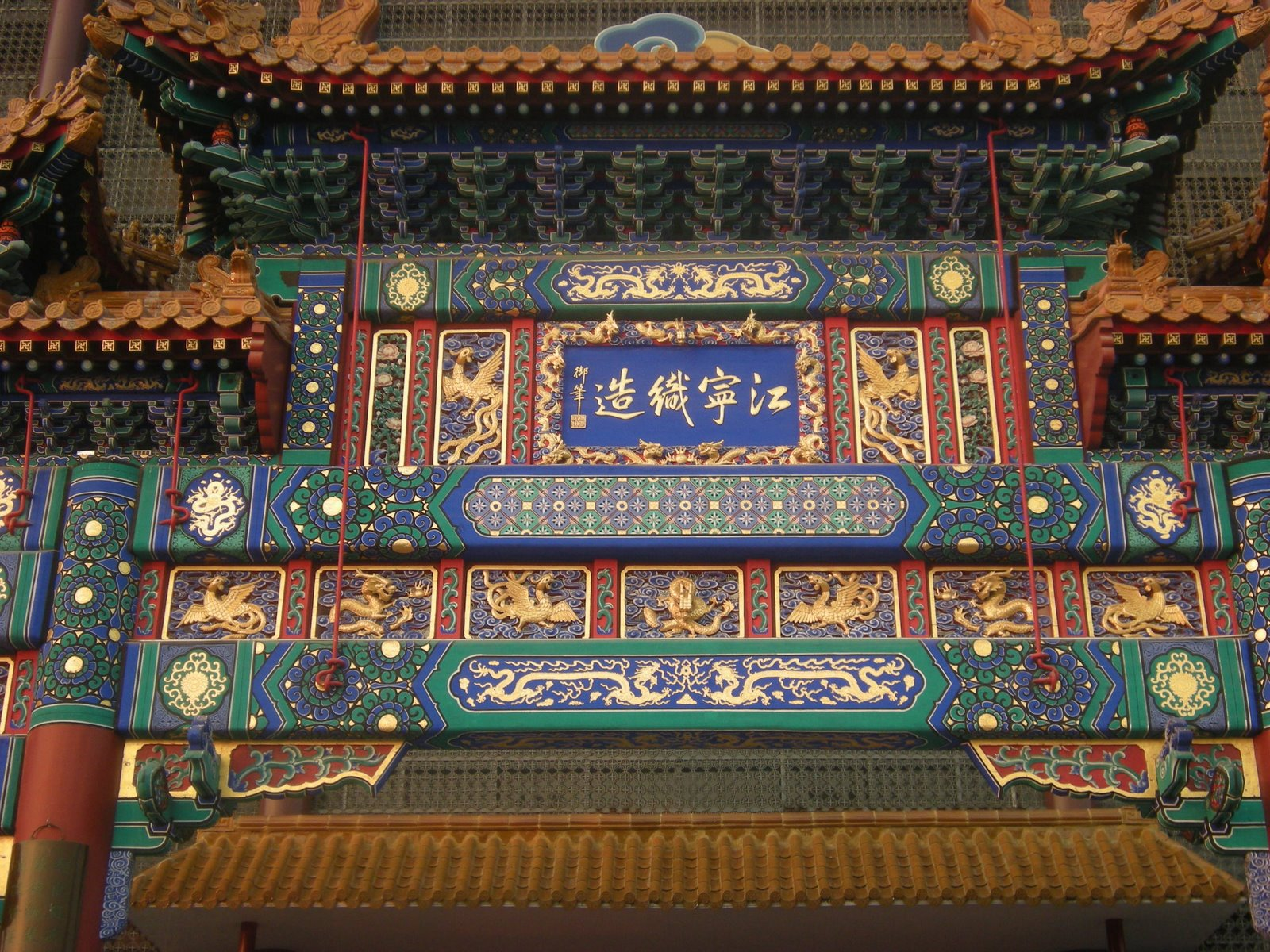
“江宁织造”牌坊细部